# کراسنی خولم (باشقیرستان)
کراسنی خولم (انگلیسی: Krasny Kholm, Republic of Bashkortostan) یک شهرک در شهرستان کالتاسینسکی استان باشقیرستان کشور روسیه است.